# Placito del Risano

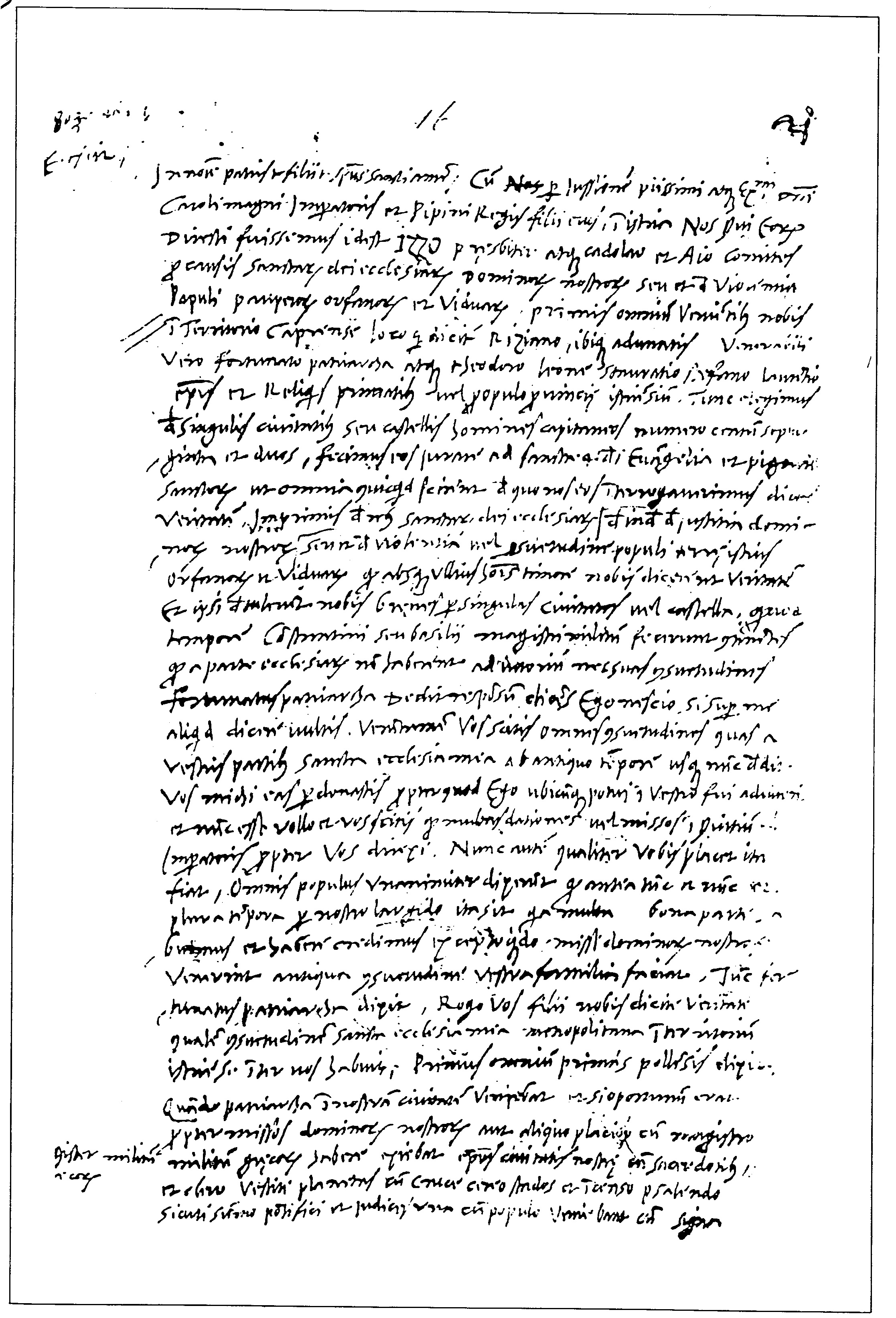
Prima pagina del Placito del Risano

Il Placito del Risano è un documento che risale all'anno 804 e che riassume, in qualità di verbale di arbitrato o accordo, un'assemblea giudiziaria svoltasi in una località lungo il fiume Risano, nei pressi di Capodistria.

## Il documento
In esso vengono esposte le recriminazioni di 172 testimoni giurati, rappresentanti di città e borghi fortificati istriani, circa l'operato dei vescovi istriani e del duca franco Giovanni, discendente del re longobardo Astolfo. Il patriarca di Grado, Fortunato da Trieste, all'epoca vescovo di Pola in quanto allontanato dai suoi domini dalla fazione filobizantina che aveva un forte centro di potere ad Eracliana, pur filo-franco vi compare in qualità di mediatore. Lo scrivano stesso del documento, Petrus, è un suo diacono.
I nobili locali e le municipalità lamentano l'esosità dei vescovi e le violazioni di consuetudini acquisite durante la dominazione bizantina, come i diritti di erbatico e ghiandatico. Soprattutto protestano per l'aumento dei contributi (per la maggior parte in natura) e dei lavori obbligatori richiesti dal duca, per la sua ingerenza nella gestione delle terre comuni, nelle quali ha insediato slavi (Slavi pagani), e della servitù.
A seguito di esse i missi imperiali (il presbitero Izzo, il duca Cadolao e il conte Ajone) prendono "decisioni e accordi" sottoscritti e promessi dai vescovi e dal duca a favore delle nobiltà e municipalità locali.
Il documento, tra i più importanti del periodo, risulta particolare anche nel non essere un placito vero e proprio, mancando di alcuni elementi distintivi.
In esso risulta visibile la transizione dall'ordinamento romano-bizantino, caratteristico dell'Esarcato d'Italia cui l'Istria appartenne per due secoli fino al 788 (pur essendo stata assoggettata ai Longobardi dal 750 circa al 774), che garantiva ai centri urbani la giurisdizione sull'entroterra, al regime feudale introdotto dai Franchi, pure in assenza di un'occupazione diretta. I terreni pubblici comuni, gestiti al tempo perlopiù da uomini liberi che li coltivavano o utilizzavano come pascolo in forma di "vicinie", erano infatti considerati dai Franchi proprietà della corona.
È anche la più antica testimonianza scritta riguardante la presenza di popolazioni slave in Istria nelle immediate vicinanze di Trieste.